# 렉시 리우
렉시 리우(영어: Lexie Liu, 중국어 간체자: 刘昱妤, 정체자: 劉昱妤, 병음: Liú Yùyú 류위위[*], 1998년 12월 21일 ~ )는 중화인민공화국의 가수, 래퍼, 작곡가이다.
2015년, 대한민국의 음악 경연 프로그램 《K팝스타 5》에 참가해 최종 4위를 했으며, 2018년에는 중국의 음악 경연 프로그램 《랩 오브 차이나》에 참가해 최종 4위를 했다. 《랩 오브 차이나》 참가하던 중 미국의 레이블 88라이징과 계약을 맺은 후 미국 시장에 진출해 활동하고 있다.

## 음반 목록
- 2029 (2018)
- 2030 (2019)
- META EGO (無限意識) (2019)
- GONE GOLD (上线了) (2021)